# Megalocaria
Megalocaria é um gênero amplamente distribuído em Ásia, Europa e norte do Himalaia com 7 espécies relatadas até o momento. Na Índia, este gênero de joaninhas pertence à subfamília Coccinellinae, sendo representado por 2 espécies:Megalcaria dilatata e Megalocaria pearsoni.

## Megalocaria dilatata
O corpo é grande, com contorno circular, laranja brilhante, a cor amarelada. Apresenta dez manchas pretas no élitro.
Levando em consideração, o papel dessa espécie no controle biológico de pragas, pode ser usada como um potencial agente de biocontrole na colheita de bambu e de cana-de-açúcar, podendo devorar mais de 3 mil pulgões durante a vida.